# Животков, Александр Олегович
Александр Олегович Животков (укр. Олександр Олегович Животков; род. 31 марта 1964, Киев, Украинская ССР) — украинский художник; член Союза художников Украины (с 1989).

## Биография
Родился 31 марта 1964 в Киеве. Живет и работает в Киеве, Украина.
Основы художественного образования начал получать еще до поступления в Республиканскую художественную школу им. Т.Г Шевченко — в семье и окружении. Отец Александра — известный киевский художник Олег Животков, дядя, который по утверждению Александра Животкова является его творческим наставником и учителем — художник Михаил Рудаков (Москва, РФ). Получение диплома о высшем образовании на факультете сценографии (Киевский государственный художественный институт) пришлось на время Перестройки. Масштабные перемены в идеологии, экономической и политической жизни СССР привели к изменениям в художественной жизни. Начали складываться первые художественные коллективы желающих покончить с канонами соцреализма. Активно интересовавшийся искусством модернизма Животков, вошел в группу «Живописный заповедник», участники которой стали исследовать возможности живописного языка. В то же время формируется общность художников участвующих в пленэрах в небольшом городке Седнэв, там в неформальной коллективной обстановке формируется явление «новой украинской волны» — так некоторые исследователи называют представителей постмодернистского искусства в Украине.
Вместе с обретенной Украиной независимостью Александр Животков обретает свой индивидуальный и выразительный художественный стиль. Он находит вектор, который приведет его к современности — крупным арт-проектам 2000ых годов, при этом он же начинает движение вглубь истории, отыскивая в искусстве прошлого созвучные своему пониманию мира образы, приемы и пластические находки.

## О творчестве
«В художественных кругах Украины Александр Животков давно известен как самобытный мастер живописи. Начиная с 2007 г. художник начал и ныне продолжает эксперимент с нетрадиционными материалами: картоном, бумагой, марлей, песком, землей, сажей, камнем и в этом достиг убедительного мастерства. Эта художественная „разведка“ — не самоцель для автора, а способ повысить выразительность каждого нового произведения и активизировать восприятие зрителя. Живопись на полотне, на деревянных досках, как и на других материалах, которые артистично преображаются под рукой и фантазией мастера, его скульптурные объекты — все подчинено вечному диалогу „бытия — небытия“. Александр Животков — редкий феномен, соединивший в себе художника и философа, обширны его познания в сфере праисторической культуры человечества. Еще в конце 1980-х как живописец А. Животков нашел собственную знаковою систему (рыба, фигура или голова женщины, крест, птица и другое). Эта символика, которую всегда найдешь во всех его работах, очевидно перекликается с архаическими образами христианской иконографии. Авторская художественная форма, в которой зашифрованы общечеловеческие смыслы, очевидно авангардная и принадлежит XXI веку. Таким есть прекрасный парадокс этого художественного явления» — Ольга Петрова Архивная копия от 2 марта 2022 на Wayback Machine, кандидат искусствоведения, доктор философских наук.
«Животков — представитель редкой касты художников-медиумов, которые подобно древним демиургам или шаманам, умеют не просто рассказать об акте творения, а способны воспроизвести его, заставляя нас — искушенных научным знанием людей XXI века — не просто верить, а отчетливо осознавать одухотворённость материи» — Ольга Балашова, кандидат философских наук, искусствовед.

## Работа Александра Животкова «От Рождества Христова» представлена в Латеранском университете в Риме
В 2016 году Александр Животков создал работу «От Рождества Христова». В 2019 году это произведение было передано в дар Ватикану. По желанию Папы Франциска представлен в Латеранском университете в Риме.

## Избранные персональные выставки
2022—2021 — «Катарсис. Йоганн-Георгій Пінзель, Франциск Олендзький, Олександр Животков Архивная копия от 15 января 2022 на Wayback Machine», Національний заповідник "Софія Київська", Киев, 2020 — «Tecum Veniam», «Белое пространство» Stedley Art Foundation, 2019 — «Держись Корней Архивная копия от 17 апреля 2021 на Wayback Machine», YermilovCenter, Харьков, 2019 — «Древо Жизни Архивная копия от 1 марта 2021 на Wayback Machine», «Белое пространство» Stedley Art Foundation, 2018—2019 — «Скрижали Архивная копия от 17 апреля 2021 на Wayback Machine», «Белое пространство» Stedley Art Foundation, 2018 — «Картон. Дерево. Камень Архивная копия от 21 февраля 2018 на Wayback Machine», Национальная галерея Грузии, Тбилиси, Грузия; 2017 — «…Аз Воздам Архивная копия от 28 сентября 2017 на Wayback Machine», «Белое пространство» Stedley Art Foundation, Киев, Украина; 2017—2016 — «От Рождества Христова Архивная копия от 28 сентября 2017 на Wayback Machine», «Белое пространство» Stedley Art Foundation, Киев, Украина; 2016 — «Дороги (2015—2016) Архивная копия от 28 сентября 2017 на Wayback Machine», «Белое пространство» Stedley Art Foundation, Киев, Украина; 2016—2015 — «Motherboard Архивная копия от 28 сентября 2017 на Wayback Machine», «Белое пространство» Stedley Art Foundation, Киев, Украина; 2015 — «Формула тишины Архивная копия от 27 сентября 2017 на Wayback Machine», Артсвит, Днепр, Украина; 2015 — «Дороги (2014—2015) Архивная копия от 28 сентября 2017 на Wayback Machine», «Белое пространство» Stedley Art Foundation, Киев, Украина; 2014 — «Киев. 2014 Архивная копия от 28 сентября 2017 на Wayback Machine», «Белое пространство» Stedley Art Foundation, Киев, Украина; 2013 — «Направление — Северо-восток Архивная копия от 28 сентября 2017 на Wayback Machine», «Белое пространство» Stedley Art Foundation, Киев, Украина; 2012 — «После слов Архивная копия от 28 сентября 2017 на Wayback Machine» в рамках параллельной программы Первой Киевской международной биеннале «ARSENALE 2012», «Белое пространство» Stedley Art Foundation, Киев, Украина; 2011 — «Одиннадцать лет. Пятнадцать дней», Art Kyiv Contemporary, Мыстецький Арсенал, Киев, Украина; 2011 — «Семь работ Архивная копия от 28 сентября 2017 на Wayback Machine», «Белое пространство» Stedley Art Foundation, Киев, Украина; 2010 — «Работы 2010 года», галерея «Триптих», Киев, Украина; 2010 — «К вопросу о непальских Тханках», галерея «Ленин», Запорожье, Украина; 2008 — «Выставка одной картины», галерея «Триптих», Киев, Украина; 2007 — «Рома», Сумской художественный музей, Сумы, Украина; 2005 — "Первая выставка в галерее «Триптих», Киев, Украина; 2004 — «Протасов Яр», галерея «Ателье Карась», Киев, Украина; 2002 — «Варианты с чёрным», галерея «Ателье Карась», Киев, Украина; 2001 — Выставка работ семьи Животковых, Центральный дом художника Союза художников Украины, Киев, Украина; 2000 — «Шесть белых диптихов», галерея «Ателье Карась», Киев, Украина; 1997 — Галерея «Ателье Карась», Киев, Украина; 1996 — Государственный музей русского искусства, Киев, Украина; 1994 — «Выставка одной картины», галерея «Бланк-Арт», Киев, Украина; 1992 — Галерея «Барва», Киев, Украина; 1990 — Центральный дом художника Союза художников Украины, Киев, Украина; 1988 — «Новые имена, новые тенденции», Музей истории Киева, Киев, Украина.

## Избранные групповые выставки
2016 — «Дух времени», арт-пространство Zenko Foundation, Татаров, Украина; 2016 — «Трансформация. Доказательство», Kunst-und Film Biennale Worpswede, Ворпсведе, Германия; 2016 — «Рецепт для утопии», Институт проблем современного искусства, Киев, Украина; 2015 — «Музейное собрание. Украинское современное искусство 1985—2015. Из частных коллекций», Мыстецький Арсенал, Киев, Украина; 2014 — «Premonition: Ukrainian Art Now Архивная копия от 28 сентября 2017 на Wayback Machine», Saatchi Gallery, Лондон, Великобретания; 2014 — «Современные художники и Panton Chair», PinchukArtCentre, Киев, Украина; 2014 — «Ukraine. The Archetype of Liberty», Novomatic Forum, Вена, Австрия; 2014 — «Украинский пейзаж», Мыстецький Арсенал, Киев, Украина; 2013 — «Ориентация на местности», Национальный художественный музей Украины, Киев, Украина; 2011 — «20 лет присутствия», Институт проблем современного искусства, Киев, Украина; 2008 — «Живописный заповедник, Версия 2008». Галерея «Боттега», Киев, Украина; 2007—2006 — «Край пограничья», Серия выставок по итогам пленэра, Польша; 2005 — LAND-ART симпозиум, проект «Действо открытого огня», Могрица, Сумская область, Украина; 2004 — «Прощай, оружие!», Мыстецький Арсенал, Киев, Украина; 2002 — «10 лет. Живописный заповедник», Национальный художественный музей Украины, Киев, Украина; 2001 — Выставка украинских художников. Музей «Гаррах-Палац», Вена, Австрия; 1999 — «Искусство XX века», Арт-манеж, Москва, Россия; 1998 — Биеннале нефигуративной живописи, Центр «Украинский Дом», Киев, Украина; 1995 — «Украинская живопись», Мюнхен, Германия; 1995 — «Дахау-95. Современная живопись и скульптура Европы», Дахау, Германия; 1994 — «Украинские художники», Мюнхен, Германия; 1994 — «Полистилизм. Украинская живопись», Берлин, Германия; 1993 — «Украинский авангард XX века», в рамках программы «Дни Киева в Тулузе», Музей Августинцев, Тулуза, Франция.

## Коллекции
• Министерство культуры Украины
• Дирекция Союза художников Украины
• Национальный музей «Киевская картинная галерея» (Украина)
• Национальный художественный музей Украины
• Сумской художественный музей (Украина)
• Хмельницкий художественный музей (Украина)
• Министерство культуры России
• Kunsthlstorlschen Museum (Австрия).
Работы находятся в музеях и частных собраниях Европы, Америки, Азии и Африки.

## Публикации
Александр Животков. Live. Motherboard: Каталог выставки К.: Stedley Art Foundation, 2016. Архивная копия от 3 марта 2021 на Wayback Machine 
Александр Животков. Live. Дороги 2014—2015: Каталог выставки К.: Stedley Art Foundation, 2015.
Александр Животков. Киев 2014: Каталог выставки К.: Stedley Art Foundation, 2015. Архивная копия от 3 марта 2021 на Wayback Machine
Александр Животков. Холст, дерево, картон. Работа с материалами 1984—2014: Альбом К.: Stedley Art Foundation, 2014. Архивная копия от 3 марта 2021 на Wayback Machine